# May White
May White (ur. 1889, zm. 18 października 1979 w Sarasocie) − amerykańska aktorka filmów niemych, stale współpracowała z Charlie Chaplinem.

## Filmografia
- 1915: Charlie w Music-Hallu
- 1915: Charlie gra Carmen
- 1916: Charlie i hrabia
- 1917: Charlie ucieka
- 1921: Brzdąc